# Mosquée nationale d'Abuja
La Mosquée nationale d'Abuja est l'un des plus importants sanctuaires islamiques de la ville d'Abuja, la capitale de la république du Nigeria.

## Architecture
Construite en 1984, elle intègre une large coupole centrale couverte de feuilles d'or à laquelle s'ajoutent quatre dômes de plus petites dimensions à chacun des angles. Le sanctuaire est flanqué de quatre minarets aux formes élancées. La porte monumentale de la mosquée est ornée de muqarnas et de versets coraniques. Le complexe entourant la mosquée accueille également une madrasa, une bibliothèque islamique et une salle de conférence.